# Media Smart
Media Smart e. V. ist eine gemeinnützige Bildungsinitiative zur Förderung der Medien- und Werbekompetenz von Kindern und Jugendlichen.

## Geschichte
Die Ursprungsidee stammt aus Kanada: Dort gab es unter dem Namen „Concerned Children’s Advertisers“ seit 1990 medienpädagogisches Material zur Vermittlung von Werbekompetenz. In England wurde Media Smart mit dem Materialpaket „Be Adwise“ im November 2002 gestartet. Das didaktische Modell, mittels Lehr-/Lerninhalten explizit Werbekompetenz zu vermitteln, hat sich außerdem in Frankreich, Belgien, Finnland, Griechenland, Ungarn, den Niederlanden, Portugal, Polen und Schweden etabliert (Stand 2017). Weitere Initiativen sind in Planung und Umsetzung. Der deutsche Media Smart e. V. wurde 2004 gegründet. Der Sitz des Vereins ist Köln.

## Expertenbeirat
Der Geschäftsführer des Vereins, Michael Haas, und sein Team werden inhaltlich und methodisch von einem ehrenamtlichen Expertenbeirat beraten, dessen Mitglieder aus den Bereichen Wissenschaft, Forschung und Lehre, Medienpädagogik und Verbraucherschutz stammen. Zum Expertenbeirat gehören unter anderem Stefan Aufenanger (Johannes Gutenberg-Universität Mainz), Eveline Hipeli (Pädagogische Hochschule Zürich PHZH), Claudia Lampert (Leibniz-Institut für Medienforschung, Hans-Bredow-Institut), Gunnar Mau (Deutsche Hochschule für Gesundheit und Sport Berlin DHGS), Uta Brumann-König (Redakteurin und Grundschullehrerin), Lidia de Reese (Freiwillige Selbstkontrolle Multimedia-Diensteanbieter e. V.), Maria Schniedermann (Grundschullehrerin) und Friederike Siller (Institut für Medienforschung und Medienpädagogik, Technische Hochschule Köln).

## Mitglieder
Der Vorsitzende ist der Geschäftsführer von Super RTL, Thorsten Braun. Zu den Ordentlichen Vereinsmitgliedern gehören Ad Alliance, Ferrero, Hasbro, Lego, Mattel, MediaCom, OMG Deutschland und Super RTL. Die Fördermitglieder sind der Deutsche Verband der Spielwarenindustrie, die Organisation Werbungtreibende im Markenverband, Rich Harvest GmbH, september Strategie & Forschung GmbH, der Verband Privater Medien (VAUNET), der Zentralverband der Deutschen Werbewirtschaft.

## Vereinsarbeit
Die Vereinsarbeit zielt darauf ab, Heranwachsende im Bereich Medien- und Werbekompetenz zu schulen und einen reflektierten Umgang mit Medien und Werbung zu ermöglichen. Zu diesem Zweck konzipiert der Verein für Vor-, Grund- und weiterführende Schulen freie Lern- und Lehrmaterialien (Open Educational Resources) zum Thema Medien- und Werbekompetenzvermittlung, die postalisch versendet werden oder digital heruntergeladen werden können. Auf der Internetseite informiert der Verein mit redaktionellen (Film-)Beiträgen rund um Medien und Werbung für Eltern und Pädagogen.
Die didaktischen Lern- und Lehrpakete beinhalten u. a. Informationen für Lehrende, Arbeitsblätter und multimediale Inhalte. Auf der Internetseite des Vereins werden Informationen zum Thema Werbung für Eltern und Pädagogen publiziert.
Darüber hinaus beinhaltet das Portfolio von Media Smart akademische Aktivitäten: Das Team beteiligt sich aktiv am wissenschaftlichen Diskurs, ist entsprechend oft auf Fachtagungen präsent, publiziert Fachbeiträge und führt selbst Informations- und Diskussionsveranstaltungen durch. Schließlich bietet der Verein Workshops und Beratungsangebote für Eltern, Studierende, Schulen und Unternehmen an.
Auf den Materialien sind – mit Ausnahme der Online-Linkliste „Werbebeispiele“, dessen Echtwerbebeispiele optional und unter pädagogischer Anleitung in den Unterricht eingebunden werden können – keine Logos oder Markennamen abgebildet. Die Materialien werden in Zusammenarbeit mit oben genanntem Expertenbeirat entwickelt.
Der Verein ist Mitglied im Netzwerk Verbraucherforschung NRW und bei der Gesellschaft für Medienpädagogik und Kommunikationskultur e. V. 2019 hat sich der Verein der freiwilligen Selbstverpflichtung der Initiative Transparente Zivilgesellschaft angeschlossen.

## Publikationen, Resonanz und Verbesserungen
Der Verein stand anfangs aus bewahrpädagogischer Perspektive in der Kritik, da er echte Werbevideos zu Lernzwecken miteinbezog. Hierdurch würden Schüler zur unreflektierten Aufnahme der dargestellten Werbeprodukte animiert. In der Konsequenz wurde die Empfehlung der Lehrmaterialien seitens der Vorsitzenden der Kultusministerkonferenz Johanna Wanka 2006 zurückgenommen. Aus Sicht einer handlungsorientierten Medienpädagogik erscheint der Einbezug echter Spots für die didaktische Aufbereitung von Unterrichtseinheiten zum Thema „Werbung“ jedoch sinnvoll. Nur so könne lebensnah und für die Schüler nachvollziehbar daran gearbeitet werden. Ziel sei, Gestaltungsmittel und Mechanismen, mit denen Werbung arbeitet, zu erkennen. Dies funktioniere am besten an Beispielen aus der Lebenswelt von Kindern, so das Expertenbeiratsmitglied von Media Smart, Stefan Aufenanger. Zu dieser Einschätzung kommt auch Norbert Neuß, der damalige Vorsitzende des medienpädagogischen Fachverbands Gesellschaft für Medienpädagogik und Kommunikationskultur (GMK).
Die kritischen Anmerkungen zur Auflage von 2006 wurden durch die Neuauflage der Unterrichtsmaterialien im Jahr 2011 aufgenommen und umgesetzt. So tauchen darin beispielsweise keine Werbefilme oder Logos der Vereinsmitglieder mehr auf.
Media Smart veröffentlichte 2014 die europaweit ersten Werbekompetenzmaterialien für den Vorschulbereich. Die Vorschulmaterialien erhielten in der aktuellen Auflage von Seiten des Verbraucherzentrale Bundesverbands e. V. die Bewertung Sehr gut: „Dieses Material für die Hand der Kinder ist außerordentlich gut gelungen, hat mit der Geschichte des Hörwurms Ojoo eine Rahmenhandlung und die einzelnen Situationen und Zugänge sind immer aus der Sicht der Kinder gedacht […]. Weiterhin ist besonders gelungen, dass das Thema Werbung in Alltagssituationen aufgegriffen wird […], dabei aber nie mit erhobenem Zeigefinger behandelt wird […]. Durch die handlungsorientierten Materialien wird dabei stets die Sichtweise der Kinder einbezogen und das Material ist so gestaltet, dass es nicht konsumiert wird, sondern die Kinder neugierig macht und aktiviert. Dabei ist die Fachlichkeit stets gegeben. Sehr gelungen!“
Im November 2018 wurde die Vereinsarbeit vom Medienkompetenzportal NRW als Empfehlung des Monats ausgezeichnet: „Media Smart fokussiert seine Vereinsarbeit auf ein Thema, dessen Aktualität seit vielen Jahren nicht nachlässt. Durch die Teilnahme am öffentlichen Diskurs bleibt der Verein an aktuellen Problemstellungen im Schnittfeld Werbung und Kinder und kann so Aufklärungsarbeit leisten. Mit der kostenlosen Bereitstellung von didaktischen Materialien für Erziehende und Lehrkräfte unterstützt Media Smart maßgeblich Pädagoginnen und Pädagogen bei der Förderung von Werbekompetenz. Die Entwicklung des Multiplikatorenprogramms zeigt, dass Media Smart auch in Zukunft anstrebt, viele Kinder und Pädagog/innen zu erreichen.“
Im Rahmen einer interdisziplinären Projektarbeit mit Partnern aus dem Bereich Medienpädagogik, Jugendmedienschutz und Kindermedien hat Media Smart e. V. im Dezember 2020 Handlungsempfehlungen für Eltern zum Thema Kinder-Influencing veröffentlicht. An dem Projekt beteiligt waren die Freiwillige Selbstkontrolle Multimedia-Diensteanbieter (FSM e. V.), die Gesellschaft für Medienpädagogik und Kommunikationskultur e. V. (GMK), das Hans-Bredow-Institut (HBI), jugendschutz.net, die Kommission für Jugendmedienschutz (KJM) und SUPER RTL. Das Ergebnis der Projektarbeit ist ein Leitfaden, der es Eltern ermöglicht, die Onlineaktivitäten ihrer Kinder verantwortungsbewusst zu begleiten. Auf diese Weise sollen Kinder vor etwaigen Risiken geschützt werden, ohne ihnen dabei Entfaltungsspielraum zu nehmen. Das Dokument steht unter einer freien CC-Lizenz und kann u. a. auf der Media Smart-Website heruntergeladen werden. In der Öffentlichkeit sind die Handlungsempfehlungen auf große Resonanz gestoßen. Die Gewerkschaft der Polizei schreibt darüber: „Neben allgemeinen Informationen zu den verschiedenen Social Media-Plattformen, bieten die Empfehlungen vor allem auch einen Einblick in die rechtlichen Rahmenbedingungen, wie das Recht der Kinder auf Teilhabe, Persönlichkeitsrechte und Datenschutz.“
Im Jahr 2021 veröffentlichte Media Smart e. V. die zweite Auflage der freien Unterrichtsmaterialien zum Thema Smart Speaker und digitale Sprachassistenten für weiterführende Schulen. Das Projekt wurde gefördert von der Medienanstalt Berlin Brandenburg (mabb) und zielte darauf ab, Jugendlichen einen reflektierten Umgang mit der smarten Technik zu vermitteln. Zu diesem Zweck hat Media Smart vielseitige didaktische Materialien konzipiert, darunter animierte  Erklärvideos, die allen Interessierten zusätzlich auf dem Media Smart-Blog zur Verfügung stehen. Die Unterrichtsmaterialien wurden im Rahmen der Comenius-EduMedia-Awards 2021 von der Gesellschaft für Pädagogik, Information und Medien e. V. (GPI) zweifach ausgezeichnet: Die Fachjury prämierte das Bildungspaket mit dem Comenius-EduMedia-Innovationspreis „Künstliche Intelligenz“. Zusätzlich erhielt Media Smart für die Bildungsmaterialien das Comenius-EduMedia-Siegel für „pädagogisch, inhaltlich und gestalterisch herausragende digitale Bildungsmedien“.